# Mecúfi (vila)
Mecúfi é uma vila moçambicana, sede do distrito de Mecúfi, província de Cabo Delgado. A vila situa-se no litoral do Oceano Índico, a cerca de 50 kms a sul de Pemba, a capital provincial, junto da foz do pequeno rio Mecúfi, sendo uma área com mangais, corais e salinas.

## História
O posto militar de Mecúfi foi fundado em 1909, como parte do Concelho do Lúrio, criado em 1904 pela Companhia do Niassa, a companhia majestática que detinha a concessão de Cabo Delgado. Durante a Primeira Guerra Mundial, o posto foi atacado por patrulhas alemãs em 2 de Janeiro de 1918. Em 1929 a sede do Concelho do Lúrio foi transferida para Mecúfi e, em 1931, a povoação tornou-se a sede da recém-criada Circunscrição de Mecúfi. e mais tarde do Distrito de Mecúfi depois da independência nacional. Em 17 de Novembro de 1945 a povoação foi elevada à categoria de vila.

## Infaestruturas
A vila dispõe de serviços de abastecimento de água e electricidade. Em 2019 foram inauguradas uma agência bancária e uma escola secundária, as únicas do distrito.
Quanto a transportes, a vila é servida pela estrada R760 que a liga a Pemba, a norte, e a Chiúre e à N1 a oeste.